# Elena de Austria-Toscana
Elena de Austria-Toscana (en alemán: Helena von Österreich-Toskana; Linz, 30 de octubre de 1903-Tubingen, 8 de septiembre de 1924) fue miembro de la rama toscana de la Casa de Habsburgo-Lorena de nacimiento. A través de su matrimonio, fue miembro de la Casa de Wurtemberg. Murió joven prematuramente.

## Primeros años
Elena fue la segunda hija y la mayor mujer del archiduque Pedro Fernando de Austria-Toscana y de su esposa, la princesa María Cristina de Borbón-Dos Sicilias. Tenía tres hermanos Godofredo, Jorge, y Rosa, con quienes se crio en Salzburgo y Viena hasta el final de la Primera Guerra Mundial y el colapso del Imperio austrohúngaro en 1918 cuando su familia emigró y se mudó a Lucerna, Suiza.

## Matrimonio y descendencia
Elena se casó con Felipe Alberto, duque heredero de Wurtemberg y casi diez años mayor que ella, hijo mayor del duque Alberto de Wurtemberg y de su esposa, la archiduquesa Margarita Sofía de Austria, el 24 de octubre de 1923 en Altshausen. Ambos tuvieron una hija:
- María Cristina (2 de septiembre de 1924), casada el 23 de septiembre de 1948 con el príncipe Jorge de Liechtenstein (11 de noviembre de 1911-18 de enero de 1998), hijo del príncipe Luis de Liechtenstein y de la archiduquesa Isabel Amalia de Austria; con descendencia.

Elena murió una semana después del nacimiento de su hija por complicaciones del parto. Su marido quedó desconsolado por su pérdida. En 1928, se casó con su hermana menor Rosa, con quien tuvo seis hijos, la mayor de todos fue nombrada en su honor. Se convirtió en jefe de la casa real de Wurtemberg en 1939, tras la muerte de su padre.

## Títulos
| ● 30 de octubre de 1903-24 de octubre de 1923:   | Su alteza imperial y real la archiduquesa Elena de Austria, princesa de Hungría, Bohemia y Toscana |
| ● 24 de octubre de 1923-8 de septiembre de 1924: | Su alteza imperial y real la duquesa heredera de Wurtemberg                                        |

- Datos: Q86044
- Multimedia: Archduchess Helena of Austria (1903-1924) / Q86044